# Wapienno
Wapienno – osada w Polsce położona w województwie kujawsko-pomorskim, w powiecie żnińskim, w gminie Barcin, na trasie linii kolejowej Inowrocław – Pakość – Barcin – Żnin. Osada jest częścią składową sołectwa Krotoszyn.
W latach 1975–1998 miejscowość administracyjnie należała do województwa bydgoskiego.